# Heim ins Reich
Heim ins Reich was een politieke leuze van de Duitse nationaalsocialisten. Met de leuze werd bedoeld dat etnische Duitsers in Duitsland zouden moeten leven, dus gebieden met Duitsers bij Duitsland moesten worden aangesloten (zoals Oostenrijk en Sudetenland) of Duitsers uit andere landen naar Duitsland moesten komen (zoals de Baltische Duitsers of Duitsers uit de Balkan). Letterlijk betekende het dat het huis van iedere Duitssprekende in het Duitse rijk moest zijn. Het is een zeer radicale variant van een politiek nationalisme, dat van mening is dat etnische en staatkundige grenzen overeen moeten komen.
Nadat het Saargebied in 1935 weer deel van het Duitse Rijk was geworden, en na annexaties van Duitstalige of gedeeltelijk Duitstalige gebieden in 1938-1939, werden tijdens de Tweede Wereldoorlog veel naburige gebieden bij Duitsland gevoegd. Via het Molotov-Ribbentroppact arrangeerde Hitler met de Sovjet-Unie een bevolkingstransfer, waarbij Duitsers uit de Baltische landen en Bessarabië naar Duitsland moesten verhuizen. Dit laatste wordt nu meestal onder Heim ins Reich begrepen. Opmerkelijk was wel dat nazi-Duitsland geen aspiraties uitte om de Duitstalige bevolking van Zuid-Tirol, dat onder Italiaans bestuur stond, onder Duits bestuur te brengen.
Na de Tweede Wereldoorlog werden de meeste etnische Duitsers uit andere landen van Europa uitgedreven, vaak met geweld. Daardoor bestaan er nog nauwelijks Duitstalige minderheden in Europa, in tegenstelling tot de situatie tijdens het Interbellum.